# Skrjabinelazia
Skrjabinelazia (benannt nach Konstantin Iwanowitsch Skrjabin) ist eine Gattung der Spulwürmer mit sieben Arten. Sie sind Parasiten bei Reptilien.

## Merkmale
Skrjabinelazia hat die Merkmale der Skryabinelaziinae. Im Gegensatz zur Schwestergattung Rabbium ist die Mundöffnung dreieckig und von einem zarten Blätterkranz umgeben und der Ösophagus einfach zylindrisch.

## Systematik
Zur Gattung gehören folgende Arten:
- Skrjabinelazia galliardi Chabaud, 1973
- Skrjabinelazia hemidactyli Shamim-Sultan& Deshmukh, 1982
- Skrjabinelazia hoffmanni Li, 1934
- Skrjabinelazia intermedia (Texeira de Freitas, 1941)
- Skrjabinelazia machidai Hasegawa, 1984
- Skrjabinelazia pyrenaica Roca & Garcia-Adell, 1988
- Skrjabinelazia taurica Sypliakova, 1930

Synonym ist Salobrella Freitas, 1941.